# 醉仙閣
22°59′33″N 120°11′55″E / 22.992606°N 120.198723°E醉仙閣為日治時期位於台南市的一間臺灣料理店，曾是「台南第一的本島人料理店」。其源自福州人唐大漢在1913年開設的醉仙樓分店，1918年唐大漢死後，幾經轉手期間更名為醉仙閣，分店在1921年由高得接手經營，以「醉仙閣」為名繼續營運酒樓生意。

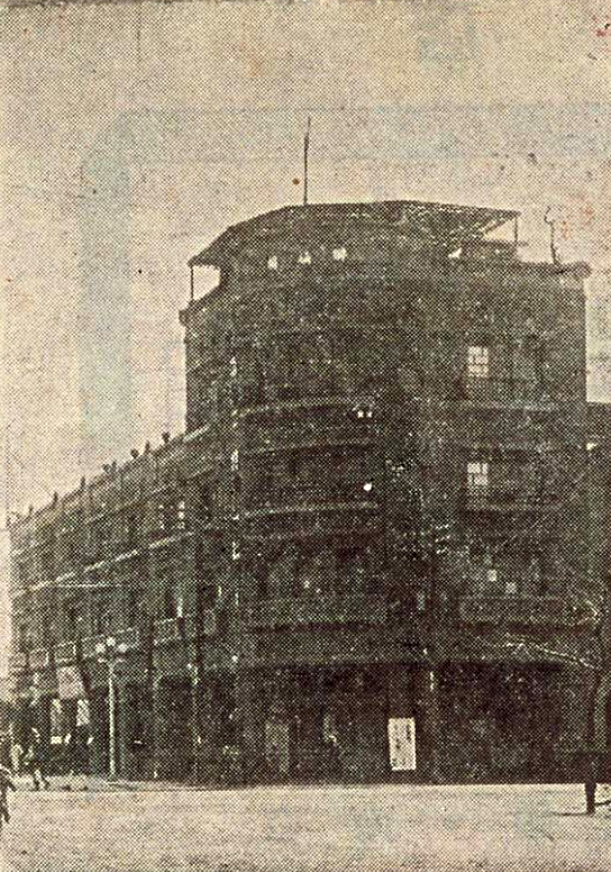
醉仙閣

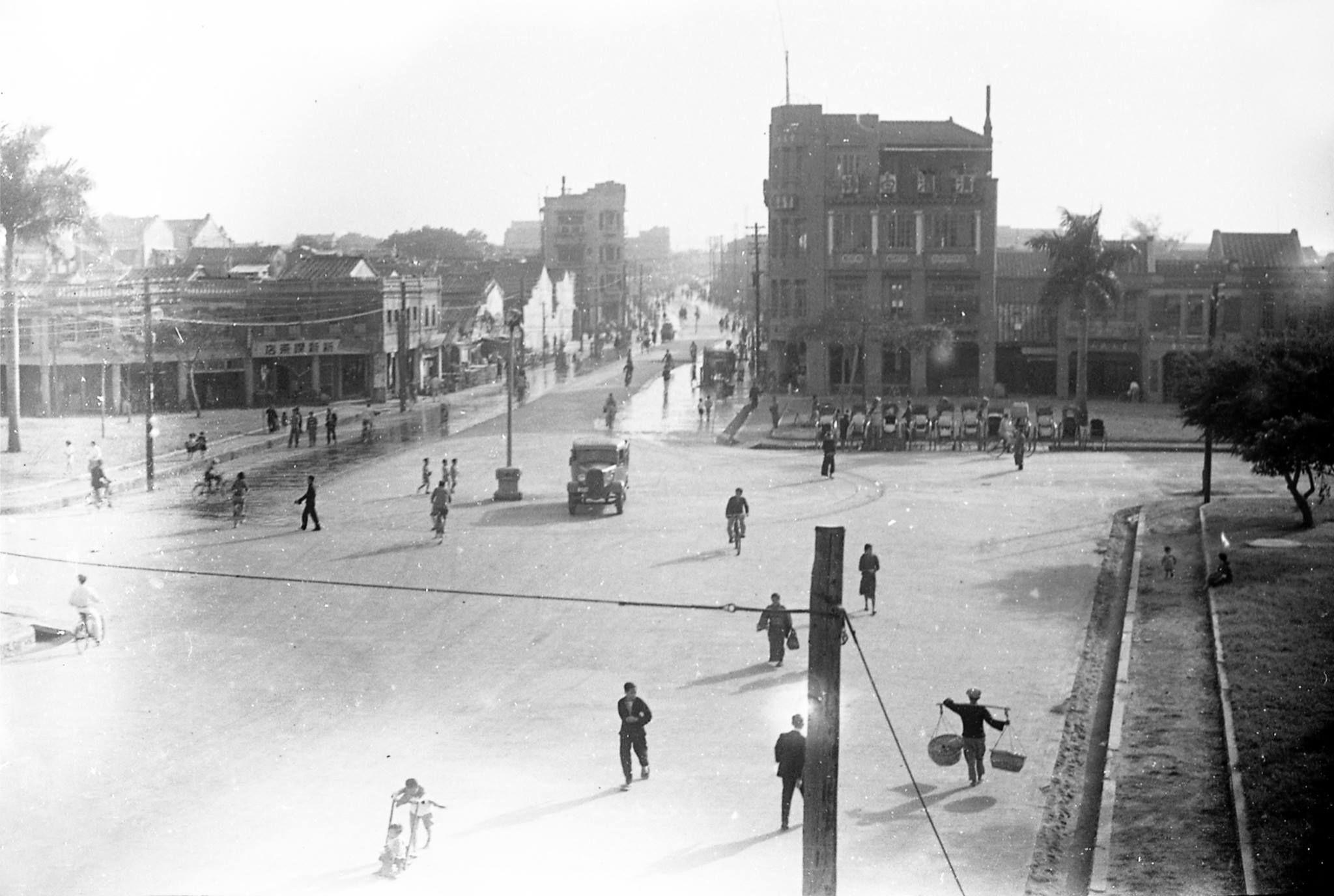
臺南西門圓環遠望 (由近至遠為寶美樓、金同成商行、醉仙閣)

醉仙閣的店址曾經兩次遷徙，其原先位於永樂町，後於1930年搬移至明治町，於1932年再搬到西門町（恰好位於西門町與末廣町的十字路口）:38 ，為現今中正路與西門路口的四層樓建築。此建築在後來由臺南州商工經濟會使用，在戰後至今由台南市商業會所屬，目前出租予寶島鐘錶經營，建築外牆被廣告布幕所包覆。
醉仙閣實際歇業時間未知，以經營者戶籍資料住址變更推測，可能為1939年7月。:40

## 介紹

### 醉仙樓
最初的經營者唐大漢，為中國福州人，以經營料理店為職業。約1889至1895之間來臺，於鳳山縣衙擔任廚師，後移居到臺南，至竹仔街開設了醉仙樓（本町三丁目），並在1913年承接了外宮後街（今宮後街）的坐花樓，開設醉仙樓分店（永樂町一丁目）。
唐大漢在1918年底過世後幾經易主，醉仙樓生意逐漸轉下，竹仔街的本店約在1924年結束營業，原址由當時的屋主涂然改建為松金旅館。外宮後街的分店，於1921年11月，由高得得手成為店主，於1922年重新開業。:35之後依序交由其長子高金溪、次子高大水:35承接業務。

### 醉仙閣

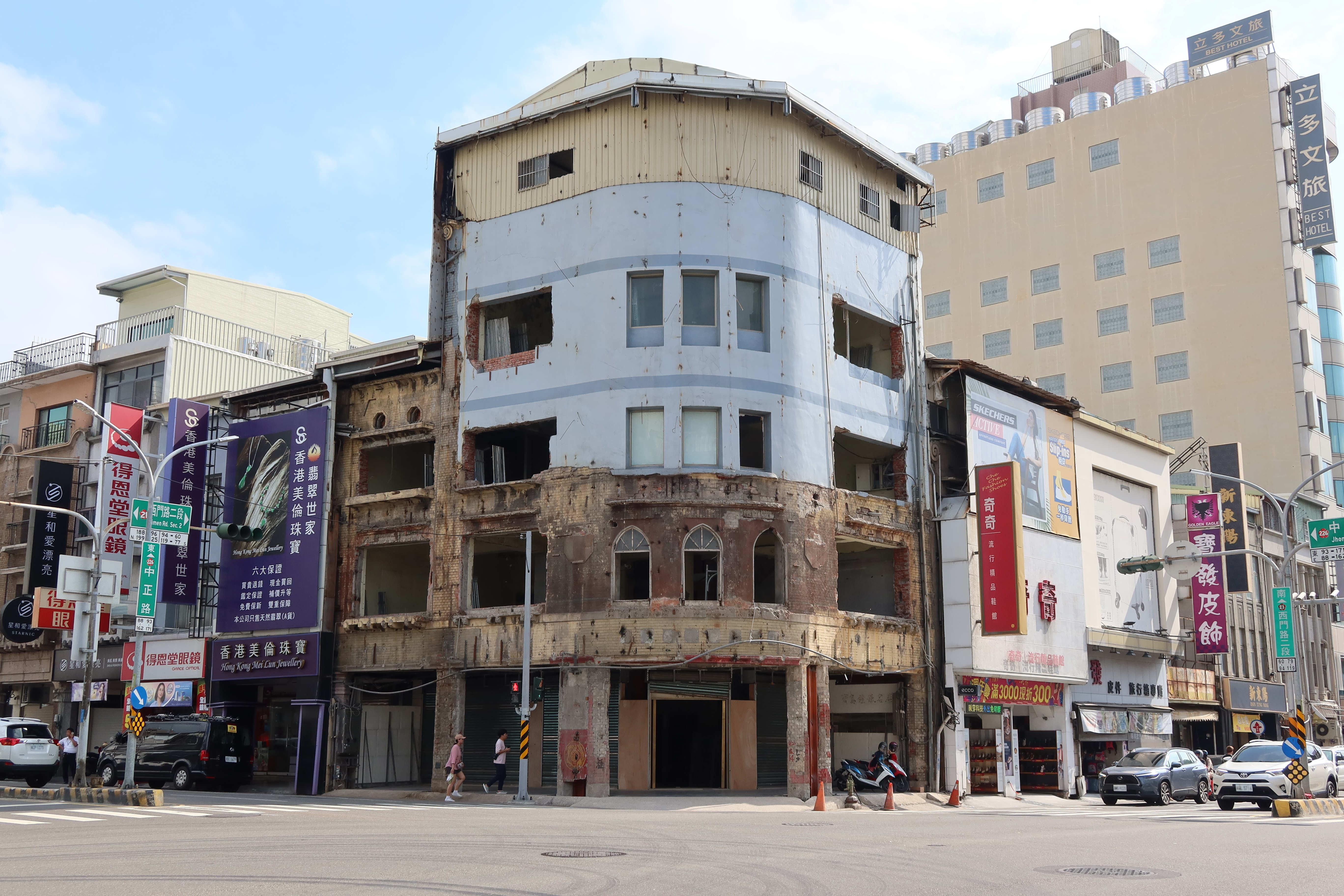
外部裝潢拆除後的原醉仙閣建物

最早於1919年9月的《臺灣日日新報》的報導中，曾出現「醉仙閣」一名的料理店名，依據報導中所載之店址、電話等資訊推測，應就是指醉仙樓的外宮後街分店。:341921年，由高得成為醉仙閣的店主，高得本業為料理職。醉仙閣的實際經營，由善於交際的長子高金溪負責外部人脈拓展、經營的次子高大水負責內部管理。:41
醉仙閣的生意極佳，臺灣文化協會亦曾在1923年在此舉辦第三屆大會。由於空間逐漸不足，醉仙閣在1930年5月搬至位於明治町三丁目一七二番地，後期的酒樓經營主要是由高大水主責，在1932年7月又遷至了西門町四丁目79番地（今中正路與西門路口），醉仙閣在此時已成為了「台南第一的本島人料理店」。醉仙閣約在1939年結束營業，此建築後來由臺南州商工經濟會使用。
從醉仙閣經營者的人際往來與來往顧客群來看，遍佈臺南上流階層，日本人與臺灣人皆有與高金溪交好者。如日本人堺精一，經營炭材店、太平洋海上火拆保險株式會社代理店，醉仙閣在經營上有日本人作為窗口；臺灣人方面，則有臺灣輕鐵株式會社社長辛西准，曾任臺灣總督府評議員的南社社長黃欣等人，醉仙閣在臺南府城政商關係之間深厚，獲得許多營運上的支持。醉仙閣不單單是一個吃飯聚會的場所，更是臺南特定階層者的集會、交流空間。對詩社文人而言，提供一個文化場域，對仕紳、文人或商業團體，提供開會、應酬的公共空間。 :40-51

## 醉仙閣生意經營
同期臺南市酒樓有料理、酒水以及藝旦陪席等營業項目，醉仙閣亦有提供前述服務。醉仙閣在料理方面的變化，依據報章上的廣告窺知，在1922至1927年以中國料理為主，在1930年改以「臺灣料理」為其營運特色。至1932年改以中國御料理做為宣傳，不過該年的《臺南商工人名錄》仍將其記錄為臺灣料理。
臺灣料理一詞，源於日本時代區分料理日本料理而名，大概至1920年代後，逐漸成形為一精緻料理文化。:63-64日本時代的料理類型有三大類，除前述日本料理、臺灣料理外，還有西洋料理。當時的宴席料理，普遍菜式數量為十至二十道，包含甜品，以偶數為單位。從醉先閣所留存一份菜單來看，所提供的臺灣料理有桔汁土魠、生炸花枝、金餃蝦餅、炊爛肝臟、三絲魚棘、鴨卵伊麵、雪白木耳、清燉全雞、八寶料鴨、松茸鮑魚、骨髓口毛、如薏清蝦、豆沙酥餃、杏仁豆腐。:65-66